# 抵抗力
| ウィキペディアには「抵抗力」という見出しの百科事典記事はありません（タイトルに「抵抗力」を含むページの一覧/「抵抗力」で始まるページの一覧）。 代わりにウィクショナリーのページ「抵抗力」が役に立つかもしれません。 |